# Lithobates vaillanti
Lithobates vaillanti es una especie de anfibio anuro de la familia Ranidae. Es nativo del sur de México, América Central y el norte de América del Sur.

## Distribución y hábitat
Su área de distribución incluye el sur de México (Veracruz, Oaxaca y Chiapas), Belice, Guatemala, Honduras, Nicaragua, Costa Rica, Panamá, Colombia y Ecuador. Su hábitat es variado y se compone de bosque húmedo tropical hasta bosque. También vive en ambientes antropogénicos, como parques y jardines, en la cercanía de estanques y cursos de agua. Su distribución altitudinal oscila entre 0 y 880 m s. n. m..